# Lista de estações do Metrô de Fortaleza
O sistema de metrô que atende a cidade de Fortaleza e sua região metropolitana, possuí atualmente 41 estações, distribuídas entres três linhas atualmente em operação (Sul, Oeste e Nordeste).
Todas as estações contam com recursos de acessibilidade para pessoas com deficiência e mobilidade reduzida. Cada linha do sistema tem o seu modelo especifico de estação, dependendo da funcionalidade e localização, podendo ser: elevada, de superfície ou subterrânea.
As operações são interrompidas aos domingos porque, segundo o operador do sistema, um dia a mais representa 17 milhões de quilômetros rodados a mais por ano, e seria necessário uma reestruturação operacional. Segundo a companhia, isso não é viável, pois o número de passageiros transportados aos domingos não viabilizaria o acréscimo de custos.

## Lista de estações atuais
| Linha 1–Vermelha (Linha Sul)  | Linha 1–Vermelha (Linha Sul)      | Linha 1–Vermelha (Linha Sul)                     | Linha 1–Vermelha (Linha Sul) | Linha 1–Vermelha (Linha Sul) | Linha 1–Vermelha (Linha Sul) |
| Estação                       | Inauguração                       | Conexão                                          | Posição                      | Localização                  | Imagem                       |
| ----------------------------- | --------------------------------- | ------------------------------------------------ | ---------------------------- | ---------------------------- | ---------------------------- |
| Central–Chico da Silva        | 28 de julho de 2013 (11 anos)     | Linha 2–Verde (Linha Oeste)                      | Subterrânea                  | Fortaleza                    |                              |
| José de Alencar               | 28 de julho de 2013 (11 anos)     | Terminal José de Alencar                         | Subterrânea                  | Fortaleza                    |                              |
| São Benedito                  | 24 de outubro de 2012 (12 anos)   |                                                  | Subterrânea                  | Fortaleza                    |                              |
| Benfica                       | 28 de setembro de 2012 (12 anos)  |                                                  | Subterrânea                  | Fortaleza                    |                              |
| Padre Cícero                  | 30 de dezembro de 2022 (2 anos)   |                                                  | Superfície                   | Fortaleza                    |                              |
| Porangabussu                  | 28 de setembro de 2012 (12 anos)  |                                                  | Superfície                   | Fortaleza                    |                              |
| Couto Fernandes               | 28 de setembro de 2012 (12 anos)  |                                                  | Superfície                   | Fortaleza                    |                              |
| Juscelino Kubitschek          | 15 de maio de 2017 (8 anos)       |                                                  | Elevada                      | Fortaleza                    |                              |
| Parangaba                     | 15 de junho de 2012 (12 anos)     | Linha 3–Azul (Linha Nordeste) Terminal Parangaba | Elevada                      | Fortaleza                    |                              |
| Vila Pery                     | 15 de junho de 2012 (12 anos)     |                                                  | Superfície                   | Fortaleza                    |                              |
| Manoel Sátiro                 | 15 de junho de 2012 (12 anos)     |                                                  | Superfície                   | Fortaleza                    |                              |
| Mondubim                      | 15 de junho de 2012 (12 anos)     |                                                  | Superfície                   | Fortaleza                    |                              |
| Esperança                     | 15 de junho de 2012 (12 anos)     |                                                  | Superfície                   | Fortaleza                    |                              |
| Aracapé                       | 15 de junho de 2012 (12 anos)     |                                                  | Superfície                   | Fortaleza                    |                              |
| Alto Alegre                   | 15 de junho de 2012 (12 anos)     |                                                  | Superfície                   | Maracanaú                    |                              |
| Rachel de Queiroz             | 15 de junho de 2012 (12 anos)     |                                                  | Superfície                   | Maracanaú                    |                              |
| Vírgilio Távora               | 15 de junho de 2012 (12 anos)     |                                                  | Superfície                   | Maracanaú                    |                              |
| Maracanaú                     | 15 de junho de 2012 (12 anos)     |                                                  | Superfície                   | Maracanaú                    |                              |
| Jereissati                    | 15 de junho de 2012 (12 anos)     |                                                  | Superfície                   | Maracanaú                    |                              |
| Carlito Benevides             | 15 de junho de 2012 (12 anos)     |                                                  | Superfície                   | Pacatuba                     |                              |
| Linha 2–Verde (Linha Oeste)   |                                   |                                                  |                              |                              |                              |
| Estação                       | Inauguração                       | Conexão                                          | Posição                      | Localização                  | Imagem                       |
| Moura Brasil                  | 13 de janeiro de 2014 (11 anos)   | Linha 1–Vermelha (Linha Sul)                     | Superfície                   | Fortaleza                    |                              |
| Álvaro Weyne                  | 12 de outubro de 1926 (98 anos)   |                                                  | Superfície                   | Fortaleza                    |                              |
| Padre Andrade                 | -                                 |                                                  | Superfície                   | Fortaleza                    |                              |
| Antônio Bezerra               |                                   |                                                  | Superfície                   | Fortaleza                    |                              |
| São Miguel                    | 20 de fevereiro de 1982 (43 anos) |                                                  | Superfície                   | Caucaia Fortaleza            |                              |
| Parque Albano                 |                                   |                                                  | Superfície                   | Caucaia Fortaleza            |                              |
| Conjunto Ceará                | 20 de fevereiro de 1982 (43 anos) |                                                  | Superfície                   | Caucaia Fortaleza            |                              |
| Jurema                        | 20 de fevereiro de 1982 (43 anos) |                                                  | Superfície                   | Caucaia                      |                              |
| Araturi                       | 1 de julho de 1985 (39 anos)      |                                                  | Superfície                   | Caucaia                      |                              |
| Caucaia                       | 12 de outubro de 1917 (107 anos)  |                                                  | Superfície                   | Caucaia                      |                              |
| Linha 3–Azul (Linha Nordeste) |                                   |                                                  |                              |                              |                              |
| Estação                       | Inauguração                       | Conexão                                          | Posição                      | Localização                  | Imagem                       |
| Parangaba                     | 25 de julho de 2017 (7 anos)      | Linha 1–Vermelha (Linha Sul) Terminal Parangaba  | Elevada                      | Fortaleza                    |                              |
| Montese                       | 25 de julho de 2017 (7 anos)      |                                                  | Superfície                   | Fortaleza                    |                              |
| Expedicionários               | 29 de dezembro de 2022 (2 anos)   |                                                  | Superfície                   | Fortaleza                    |                              |
| Vila União                    | 25 de julho de 2017 (7 anos)      |                                                  | Superfície                   | Fortaleza                    |                              |
| Borges de Melo                | 25 de julho de 2017 (7 anos)      |                                                  | Superfície                   | Fortaleza                    |                              |
| São João do Tauape            | 6 de julho de 2018 (6 anos)       |                                                  | Superfície                   | Fortaleza                    |                              |
| Pontes Vieira                 | 6 de julho de 2018 (6 anos)       |                                                  | Superfície                   | Fortaleza                    |                              |
| Antônio Sales                 | 6 de julho de 2018 (6 anos)       |                                                  | Superfície                   | Fortaleza                    |                              |
| Papicu                        | 6 de julho de 2018 (6 anos)       | Terminal Papicu                                  | Superfície                   | Fortaleza                    |                              |
| Mucuripe                      | 16 de setembro de 2020 (4 anos)   |                                                  | Superfície                   | Fortaleza                    |                              |
| Iate                          | 16 de setembro de 2020 (4 anos)   |                                                  | Superfície                   | Fortaleza                    |                              |

## Lista de estações em construção
| Ramal Aeroporto–Castelão | Ramal Aeroporto–Castelão | Ramal Aeroporto–Castelão                                 | Ramal Aeroporto–Castelão | Ramal Aeroporto–Castelão |
| Estação                  | Status                   | Conexão                                                  | Posição                  | Bairro/Cidade            |
| ------------------------ | ------------------------ | -------------------------------------------------------- | ------------------------ | ------------------------ |
| Aeroporto                | Em construção            | Aeroporto Internacional de Fortaleza                     | Elevada                  | Fortaleza                |
| CEU                      | Em construção            |                                                          | Superfície               | Fortaleza                |
| Castelão                 | Em construção            |                                                          | Superfície               | Fortaleza                |
| Linha Leste              |                          |                                                          |                          |                          |
| Estação                  | Inauguração              | Conexão                                                  | Posição                  | Bairro/Cidade            |
| Central-Chico da Silva   | Em construção            | Linha 1–Vermelha (Linha Sul) Linha 2–Verde (Linha Oeste) | Subterrânea              | Fortaleza                |
| Sé                       | Em projeto               |                                                          | Subterrânea              | Fortaleza                |
| Colégio Militar          | Em construção            |                                                          | Subterrânea              | Fortaleza                |
| Luiza Távora             | Em projeto               |                                                          | Subterrânea              | Fortaleza                |
| Nunes Valente            | Em construção            |                                                          | Subterrânea              | Fortaleza                |
| Leonardo Mota            | Em projeto               |                                                          | Subterrânea              | Fortaleza                |
| Papicu                   | Em construção            | Linha 3–Azul (Linha Nordeste) Terminal Papicu            | Subterrânea              | Fortaleza                |